# ITF Pörtschach
Das ITF Pörtschach ist ein Tennisturnier der ITF Women’s World Tennis Tour, das in Pörtschach am Wörther See ausgetragen wird. Es ist Bestandteil der Turnierserie Carinthian Ladies Lake’s Trophy. Die weiteren Turniere der Serie werden in Feld am See, Annenheim und Warmbad-Villach ausgetragen.

## Siegerliste

### Einzel
| Jahr | Kategorie | Siegerin           | Finalgegnerin             | Ergebnis      |
| ---- | --------- | ------------------ | ------------------------- | ------------- |
| 2022 | W60       | Laura Siegemund    | Viktória Kužmová          | 6:2, 6:2      |
| 2022 | W25       | Sinja Kraus        | Ivana Jorović             | 6:1, 1:6, 6:2 |
| 2023 | W15       | Carolina Kuhl      | Lara Salden               | 6:1, 1:6, 6:4 |
| 2023 | W25       | Weronika Falkowska | Alexandra Cadanțu-Ignatik | 4:6, 6:1, 6:1 |

### Doppel
| Jahr | Kategorie | Siegerinnen                       | Finalgegnerinnen                       | Ergebnis |
| ---- | --------- | --------------------------------- | -------------------------------------- | -------- |
| 2022 | W60       | Jessie Aney Anna Sisková          | Jenny Dürst Weronika Falkowska         | 6:3, 6:4 |
| 2022 | W25       | Michaela Bayerlová Tina Cvetkovič | Caijsa Wilda Hennemann Martyna Kubka   | 6:3, 6:3 |
| 2023 | W15       | Leonie Küng Chantal Sauvant       | Walerija Oljanowskaja Linda Ševčíková  | kampflos |
| 2023 | W25       | Weronika Falkowska Sofia Sewing   | Elena-Teodora Cadar Diāna Marcinkēviča | 6:1, 6:2 |

## Quelle
- ITF Homepage